# Вінницький національний аграрний університет
Ві́нницький національний агра́рний університе́т — надає освітні послуги пов'язані з одержанням вищої освіти на рівні кваліфікаційних вимог до молодшого спеціаліста, бакалавра, спеціаліста, магістра.

## Історія
Історія ВНАУ бере початок у жовтні 1982 р. з часу створення Вінницького філіалу Української сільськогосподарської академії на базі Вінницької школи підвищення кваліфікації працівників сільського господарства.
5 квітня 1991 року Державною комісією при Раді Міністрів УРСР (наказ № 42) на базі Вінницького філіалу Української сільськогосподарської академії створено Вінницький державний сільськогосподарський інститут.
Постановою Кабінету Міністрів України (наказ № 502) 16 березня 2000 року на базі ВДСГІ створений Вінницький державний аграрний університет.
Відповідно до рішення Державної атестаційної комісії від 9 червня 1999 року (протокол № 21) визнано акредитованим за статутом вищого закладу освіти 4 рівня.
Згідно зі своїм Статутом, зареєстрованим Міністерством освіти і науки України 12.06.2000 р. Та Міністерством агарної політики України 06.06.2000 р., є державним вищим навчальним закладом IV рівня акредитації (сертифікат СД — IV № 024968 від 03.08.1999 р.).

## Ректори
- 1992-2009 – Середа Леонід Павлович - професор, академік Міжнародної академії наук вищої школи, заслужений працівник освіти України.

- 2015 - Мазур Віктор Анатолійович - кандидат економічних наук, професор.

## Структура
Організаційна структура університету складається з 5 факультетів, 32 кафедр (в тому числі 19 випускаючих), аспірантури, докторантури, інституту післядипломної освіти та консультативно-інформаційного забезпечення сільськогосподарських товаровиробників, Верхівського сільськогосподарського технікуму, Могилів-Подільського технологічного технікуму, Немирівського будівельного технікуму, Тульчинського технікуму ветеринарної медицини, Чернятинського державного аграрного технікуму, Іллінецького коледжу, Ладижинського коледжу, Технологічно-промислового коледжу, Верхівського НДГ, Іллінецького НДГ, Чернятинського НДГ, Українського центру навчання та підтримки фермерів, машинно-технологічної станції, ботанічного саду «Поділля».

## Викладачі
Університет повністю укомплектований професорсько-викладацькими кадрами. Навчально-виховний процес здійснюють 519 викладачів, з них докторів наук, професорів 10,2 %, кандидатів наук, доцентів 60,8 %. Переважна більшість викладачів мають педагогічний стаж понад 10 років, середній вік викладачів становить: докторів наук, професорів 60 років, а кандидатів наук, доцентів 47 років.
В університеті створені необхідні умови для творчого росту його співробітників, стажування та співпраці з колегами університетів України та зарубіжжя.
Щорічно близько 20 % викладачів підвищують кваліфікацію у вітчизняних вищих навчальних закладах, наукових та виробничих установах. Крім того, за останні 3 роки 35 викладачів університету пройшли стажування у закордонних навчальних закладах, в основному у США.
Четвертий рік працює психолого-педагогічний семінар молодих викладачів і аспірантів. Слухачами його є молоді викладачі і аспіранти, які не отримали базової освіти з психології і педагогіки вищої школи та методики викладання у ВНЗ. ППС діє на основі «Положення про дворічний психолого-педагогічний семінар молодих викладачів і аспірантів ВДСГІ» та повністю забезпечений методичними розробками з проблем психології та педагогіки вищої школи.
Президент університету Калетнік Григорій Миколайович, ректор – Мазур Віктор Анатолійович.

## Наукові школи
В університеті функціонують наукові школи, які очолюють доктор с.-г. наук, професор Петриченко В. Ф., доктор с.-г. наук, професор Зозуля О. Л., доктор с.-г. наук, професор Мазуренко М. О., доктор с.-г. наук, професор Польовий Л. В., доктор біологічних наук, професор Власенко В. В., доктор технічних наук, професор Берник П. С.

## Скандали
16 липня 2013 року представники керівництва університету брали участь у перешкоджаннях та нападах на журналіста й активістів кампанії «Проти деградації освіти», що збиралися поширювати біля ВНЗ листівки в рамках кампанії на захист ЗНО. На думку активістів, саме керівництво спрямувало на них сотню студентів вишу і керувало їхніми діями. Одним з нападників на журналіста виявився перший проректор університету Олександр Яремчук. Раніше біля вишу активісти кампанії вже стикалися з перешкоджаннями.

## Відомі випускники
- Гуменний Сергій Євгенійович (*1992) — український спортсмен, академічний веслувальник, бронзовий призер літньої Універсіади у Казані.
- Марійчук Олег Анатолійович (*1998) — відомий український еколог, працював у галузі зооекологія.
- Ковилін Василь Олександрович (1995—2024) — український військовослужбовець, молодший лейтенант Національної гвардії України, учасник російсько-української війни, що відзначився і загинув у ході російського вторгнення в Україну. Герой України (2025, посмертно).